# William Francis Giauque
William Francis Giauque (Niagara Falls, 12 de maio de 1895 — Berkeley, 28 de março de 1982) foi um químico canadense-estadunidense.
Recebeu o Nobel de Química de 1949, por seus estudos em termodinâmica, especialmente por suas investigações sobre as propriedades de substâncias a baixas temperaturas.

## Biografia
William Francis Giauque nasceu em Niagara Falls, Ontário, em 12 de maio de 1895.
Como seus pais eram cidadãos estadunidense, eles voltaram para os Estados Unidos, onde ele frequentou escolas públicas principalmente em Michigan. Após a morte de seu pai em 1908, a família voltou para Niagara Falls, onde ele estudou no Niagara Falls Collegiate Institute. Após a formatura, ele procurou trabalhar em várias usinas de energia nas Cataratas do Niágara por razões financeiras e para seguir carreira em engenharia elétrica. Ele não teve muito sucesso.
Eventualmente, entretanto, seu pedido foi aceito pela Hooker Electro-Chemical Company em Niagara Falls, Nova York, o que o levou a um emprego em seu laboratório. Ele gostou do trabalho e decidiu se tornar engenheiro químico.
Após dois anos de emprego, ele ingressou no College of Chemistry da University of California, Berkeley, onde recebeu o título de bacharel com honras em 1920. Ele entrou na pós-graduação em Berkeley, tornando-se University Fellow (1920-1921) e James M. Goewey Fellow (1921–1922). Ele recebeu o Ph.D. licenciado em química com especialização em física em 1922.

### Pesquisa
Embora ele tenha começado os estudos universitários com o interesse em se tornar um engenheiro, ele logo desenvolveu um interesse em pesquisa sob a influência do professor Gilbert N. Lewis. Devido ao seu excelente desempenho como estudante, ele se tornou um Instrutor de Química em Berkeley em 1922 e depois de passar por vários graus de professor, ele se tornou um Professor Titular de Química em 1934. Ele se aposentou em 1962.

### Zero absoluto
Ele se interessou pela terceira lei da termodinâmica como um campo de pesquisa durante sua pesquisa experimental para seu doutorado. pesquisa do professor George Ernest Gibson comparando as entropias relativas dos cristais de glicerina e do vidro.
O principal objetivo de suas pesquisas era demonstrar, por meio de uma série de testes apropriados, que a terceira lei da termodinâmica é uma lei natural básica. Em 1926, ele propôs um método para observar temperaturas consideravelmente abaixo de 1 Kelvin (1K é −457,87 °F ou −272,15 °C). Seu trabalho com DP MacDougall entre 1933 e 1935 os empregou com sucesso.
Ele desenvolveu um dispositivo de refrigeração magnética de seu próprio projeto para atingir esse resultado, chegando mais perto do zero absoluto do que muitos cientistas pensaram ser possível. Esse trabalho pioneiro, além de provar uma das leis fundamentais da natureza, levou a um aço mais forte, gasolina melhor e processos mais eficientes em uma variedade de indústrias.
Suas pesquisas e as de seus alunos incluíram um grande número de determinações de entropia a partir de medições de baixa temperatura, particularmente em gases condensados. As entropias e outras propriedades termodinâmicas de muitos gases também foram determinadas a partir de estatísticas quânticas e níveis de energia molecular disponíveis a partir de espectros de banda, bem como de outras fontes.
Suas investigações correlatas da entropia do oxigênio com o Dr. Herrick L. Johnston levaram à descoberta dos isótopos de oxigênio 17 e 18 na atmosfera terrestre e mostraram que físicos e químicos usaram escalas diferentes de peso atômico durante anos sem reconhecê-lo.

### Vida pessoal
Em 1932, Giauque casou-se com a Dra. Muriel Frances Ashley e tiveram dois filhos. Ele morreu em 28 de março de 1982, em Berkeley, Califórnia.